# William Baffin
William Baffin (Londres?, 1584? – Queixome, 23 de janeiro de 1622) foi um navegador e explorador inglês. Nada se sabe com relativa certeza sobre a sua infância, apenas se supõe que terá nascido em Londres e que era de origem humilde.
A primeira menção a Baffin data de 1612 e identifica-o como piloto de uma expedição em busca da Passagem Noroeste sob as ordens do capitão James Hall.
Após o fracasso da dita expedição, que terminou com a morte de Hall num confronto com nativos do oeste da Gronelândia, Baffin trabalhou na base baleeira das ilhas Spitzbergen, então controlada pela Companhia de Moscóvia.
Em 1615 entrou ao serviço da Companhia para o descobrimento da Passagem de Noroeste e acompanhou o capitão Robert Bylot numa nova expedição à zona como piloto do Discovery, na qual recorreu ao Estreito de Hudson. As observações astronómicas que Baffin realizou durante esta viagem foram confirmadas dois séculos depois por William Edward Parry, quem percorreu a mesma zona em 1821.
Baffin cruzou o Estreito de Davis em 1616 e descobriu a baía que hoje tem o seu nome, de novo como piloto do Discovery. Também descobriu e deu nome aos estreitos de Lancaster, Smith e Jones, em honra dos patronos das suas viagens. O limite boreal que esta expedição de Baffin alcançou, a 480 km a norte da marca estabelecida pelo seu predecessor John Davis, permaneceu sem ser superado durante décadas.
Não obstante, fracassou uma vez mais em seu intuito de encontrar uma passagem que pudesse levar os navios ingleses até à Índia pelo norte e os seus feitos consideraram-se duvidosos até que foram confirmados por John Ross em 1818. Após abandonar a aventura do noroeste, Baffin prestou serviço na Companhia Britânica das Índias Orientais e entre 1617 e 1619 viajou até à região indiana de Surat. No regresso foi reconhecido pela Companhia pelos seus importantes êxitos comerciais no mar Vermelho e no golfo Pérsico durante a viagem de regresso.
Voltou ao Oriente no início de 1620 e participou nos ataques anglo-persas a Queixome e a Ormuz, estados vassalos dos portugueses (que na altura eram súbditos de rei de Espanha e portanto inimigos da Inglaterra) no golfo Pérsico. Foi durante os preparativos deste último ataque quando recebeu uma ferida mortal que acabou com a sua vida a 23 de Janeiro de 1622.
Além da importância geográfica dos seus descobrimentos, Baffin é reconhecido por ser um dos primeiros navegadores a estimar a longitude no mar mediante a observação da Lua. A ilha de Baffin, a 5.ª maior do mundo e a maior das que compõem o Arquipélago Ártico Canadiano, é assim chamada em sua honra.